# Liste der Kulturdenkmäler in Immesheim
In der Liste der Kulturdenkmäler in Immesheim sind alle Kulturdenkmäler der rheinland-pfälzischen Ortsgemeinde Immesheim aufgeführt. Grundlage ist die Denkmalliste des Landes Rheinland-Pfalz (Stand: 27. November 2018).

## Einzeldenkmäler
| Bezeichnung                         | Lage                                          | Baujahr                     | Beschreibung | Bild                           |
| ----------------------------------- | --------------------------------------------- | --------------------------- | --- | ------------------------------ |
| Katholische Kirche St. Bartholomäus | Hauptstraße 10 Lage                           | Anfang des 14. Jahrhunderts | zweischiffiger gotischer Bau, Anfang des 14. Jahrhunderts, Sakristei 1506, nach Verfall und Teileinsturz 1963 Neubau, Architekt Hans Schuhmann, Ottersheim, unter Beibehaltung der Chormauern mit gotischer Wandmalerei | weitere Bilder Fotos hochladen |
| Grabmal                             | Hauptstraße, bei Nr. 10 auf dem Friedhof Lage | 1906                        | aufwändiges Grabmal für Jean Preiss († 1906) | Fotos hochladen                |